# Jarosław Marzec (sportowiec)
Jarosław Marzec (ur. 21 stycznia 1963 w Kamieniu Pomorskim, zm. 22 sierpnia 1998 w Szczecinie) – polski lekkoatleta, który specjalizował się w biegach sprinterskich.

## Życiorys

### Młodość
W 1981 zajął razem z kolegami z drużyny 6. miejsce w sztafecie 4 x 400 metrów podczas mistrzostw Europy juniorów. Zdobył trzy medale mistrzostw Polski na stadionie (złoty, srebrny oraz brązowy) w biegu rozstawnym 4x400 metrów reprezentując kluby Flota Gdynia i Zawisza Bydgoszcz. Trzy razy startował w finale biegu na 400 metrów podczas krajowego czempionatu. W 1983 został halowym mistrzem kraju na tym dystansie. Reprezentant Polski w meczach międzypaństwowych. 

### Śmierć
Zmarł w następstwie obrażeń odniesionych w wypadku samochodowym do którego doszło 17 sierpnia 1998 na drodze krajowej nr 3 (E65) pomiędzy Przybiernowem a Brzozowem, w powiecie goleniowskim. W zdarzeniu tym śmierć ponieśli także dwaj inni polscy lekkoatleci – Tadeusz Ślusarski i Władysław Komar – którzy jechali innym samochodem uczestniczącym w wypadku.   

### Upamiętnienie
W miejscu wypadku obok pomnika pamięci Tadeusza Ślusarskiego i Władysława Komara postawiono pomnik upamiętniający Jarosława Marca 53°46′45,3″N 14°46′39,0″E/53,779249 14,777497.